# Nielsine Nielsen
Nielsine Mathilde Nielsen, född 10 juni 1850 i Svendborg, död 8 oktober 1916 i Köpenhamn, var en dansk läkare och kvinnosakskämpe. Hon var Danmarks första kvinnliga läkare och akademiker.
Nielsine Nielsen var dotter till skeppsredaren Lars Nielsen (1808–1886) och Karen Jensen (1811–1882). Hon var den yngsta i en syskonskara på sex barn. Efter avslutad skolgång flyttade hon till Köpenhamn 1868 för att studera till lärarinna vid Frøknerne Villemoes-Qvistgaards Institut. Villkoret var att hon efter studierna undervisade de yngre klasserna i två år. Hon var därefter verksam som privatlärarinna innan hon återvände till institutet 1873. Hon närde en ambition om att bli läkare efter att ha läst en tidningsartikel om att kvinnor i USA kunde utbilda sig till läkare. Hon tog kontakt med den svenskfödda läkaren Charlotte Yhlen, som var den första svenska kvinnan att ta läkarexamen, och brevväxlade med henne. På Yhlens uppmaning tog Nielsen kontakt med den nationalliberala läkaren och borgmästaren Carl Emil Fenger, som var en uttalad anhängare av kvinnosaksrörelsen.
Nielsen tog, som privat dimitterad, matematisk-naturvetenskaplig studentexamen 1877 från Borgerdydskolen. Tillsammans med språkstudenten Johanne Marie Gleerup blev hon den första kvinnan i Danmark som tog studentexamen. Hon tog läkarexamen 1885 med högsta betyg och praktiserade som kandidat vid olika sjukhus. Hon planerade att specialisera sig inom gynekologi men landets enda gynekolog, Frantz Howitz, hyste antipati mot henne. Det gjorde det således omöjligt för henne att få anställning som läkare inom detta område. Istället öppnade hon en läkarpraktik i Köpenhamn 1889 som blev framgångsrik.
Genom sin bekantskap med Marie Rovsing kom Nielsen i kontakt med den innersta kretsen i Dansk Kvindesamfund, däribland Sophie Alberti och Rudolph Bergh. I dessa sammanhang kom hon också i kontakt med medicinstudenten Emmy Kramp, som blev hennes bästa vän. Politiskt var Nielsen socialliberal och var anhängare av tidens kulturradikala strömningar. Hon var särskilt inspirerad av Georg Brandes och hans verk Hovedstrømninger i det 19de Aarhundredes Litteratur, men även av John Stuart Mill och hans ställningstagande för kvinnors jämställdhet med män. Inom Dansk Kvindesamfund var hon språkrör för en grupp som motsatte sig att målet om jämställdhet mellan könen hade avlägsnats från organisationens stadgar 1887. Hon avlöste Louise Nørlund som ordförande av Kvindevalgretsforeningen 1893, som hade kvinnlig rösträtt som enda fråga. Hon hade detta uppdrag till 1898 då föreningen upplöstes. Hon var även engagerad i Politisk Kvindeforening och från 1904 styrelseledamot i Kbh.s liberale Vælgerforening, senare Kbh.s Radikale Venstreforening. Hon var även en av delegaterna som upprättade Landsforbundet for Kvinders Valgret 1907.